# Brett Rumford
Brett Rumford (* 27. Juli 1977 in Perth) ist ein australischer Profigolfer der European Tour und der PGA Tour of Australasia.

## Werdegang
Er begann im Alter von 10 Jahren mit dem Golfsport, holte sich 1998 die Australian Amateur Championship und überraschte im Jahr darauf – noch als Amateur – mit seinem Sieg bei einem der wichtigsten australischen Profiturniere, den ANZ Players Championship, einem Event, das mittlerweile auch zur European Tour zählt.
Rumford wurde 2000 Berufsgolfer und spielt seit der Saison 2001 regelmäßig auf der European Tour. Er hat dort bislang fünf Turniersiege zu Buche stehen, wobei er 2013 zwei aufeinanderfolgende Turniere gewinnen konnte.

## Turniersiege

### Amateur
- 1998 Australian Amateur Championship, Lake Macquarie Amateur Championship (Australien)

### Professional
- 1999 ANZ Players Championship (PGA Tour of Australasia; als Amateur)
- 2003 Aa St Omer Open (European Tour)
- 2004 Irish Open (European Tour)
- 2005 Western Australian Open
- 2007 Omega European Masters (European Tour)
- 2013 Ballantine’s Championship (European Tour, Asian Tour, Korean Tour), Volvo China Open (European Tour und OneAsia Tour)
- 2015 TX Civil & Logistics WA PGA Championship (PGA Tour of Australasia)
- 2017 ISPS Handa Perth International (PGA Tour of Australasia, European Tour and Asian Tour)